# Marija Nyikolajevna Romanova orosz nagyhercegnő (1819–1876)
Marija Nyikolajevna orosz nagyhercegnő, férjezett Mária leuchtenbergi hercegné (oroszul: великая княжна Мария Николаевна Романова; Pavlovszk, 1819. augusztus 6.jul./augusztus 18.greg. – Szentpétervár, 1876. február 9.jul./február 21.greg.) orosz nagyhercegnő, Maximilien de Beauharnais leuchtenbergi herceggel kötött első házassága révén Leuchtenberg és Veneto hercegnéje, Frankfurt nagyhercegnéje, második házassága révén gróf Sztroganova. Műgyűjtő és mecénás, 1852–1876 között a Cári Művészeti Akadémia elnöke.

## Élete

### Származása és gyermekkora
Marija Nyikolajevna orosz nagyhercegnő a cári főváros melletti Pavlovszkban jött világra 1819. augusztus 18-án I. Miklós orosz cár (1796–1855) és Alekszandra Fjodorovna orosz cárné (1798–1860) második gyermekeként, egyben legidősebb leányaként. Születésekor édesapja még nem viselte a cári címet, csak 1825-ben lett orosz uralkodó. Édesanyja a porosz királyi családból származott, átkeresztelkedése előtt a Sarolta nevet viselte. A cári párnak összesen tíz gyermeke született, azonban közülük három lány nem érte meg a felnőttkort.
Szülei boldog házasságának és az általuk teremtett meghitt családi körnek köszönhetően Marija Nyikolajevna nagyhercegnőnek gondtalan gyermekkorban volt része. A cár és a cárné szerető gyengédséggel bántak a gyermekeikkel, de mégsem voltak velük szemben túlzottan engedékenyek. Alekszandra Fjodorovna cárné esténként maga játszott a gyerekekkel, többek között kitalálósdit és találós kérdéseket; a cár pedig szívesen énekelt velük. A testvérek között szoros kapcsolat alakult ki, mely megmaradt egész életük folyamán. Marija Nyikolajevna neveltetése egyszerre folyt két húgáéval, Olga és Alekszandra Nyikolajevnáéval; a nagyhercegnők szobáit a Téli Palota földszintjén rendezték be. A kor szokásainak megfelelően táncból, zenéből és rajzolásból vettek órákat – mindhárom hercegnőnek amolyan családi örökségként tehetsége volt a zenéhez. Emellett jótékonysági tevékenységet is folytattak; Marija Nyikolajevna továbbá tagja volt a Jelizaveta Alekszejevna cárné alapította hazafias szervezetnek. Marija Nyikolajevna oktatásáért a liberális szellemű Vaszilij Andrejevics Zsukovszkij költő és műfordító felelt, aki korábban a cárnét tanította oroszra. A nagyhercegnő főleg a festészet iránt mutatott érdeklődést: amellett, hogy meglehetősen jól festett, a saját ízlése szerint rendezte be szobáját, és később festményeket kezdett gyűjteni.
Marija Nyikolajevna nagyhercegnő intelligens, erős egyéniség volt. Olga Nyikolajevna szerint a nagyhercegnő „indulatos, a szegényekkel figyelmes és nagylelkű, a jótettekkel rokonszenvező volt, de a korlátozást nem tudta elviselni.” „Kétségtelen, hogy százszor értékesebb volt nálam, sokkal tehetségesebb volt, mint mi heten együttvéve, és mindössze egy dolog hiányzott belőle: a kötelességtudat.” Marija Nyikolajevna mind természetében, mind komoly megjelenésében édesapjára hasonlított, még a nézése is édesapja híresen félelmetes tekintetét idézte.

### Házasságai és gyermekei

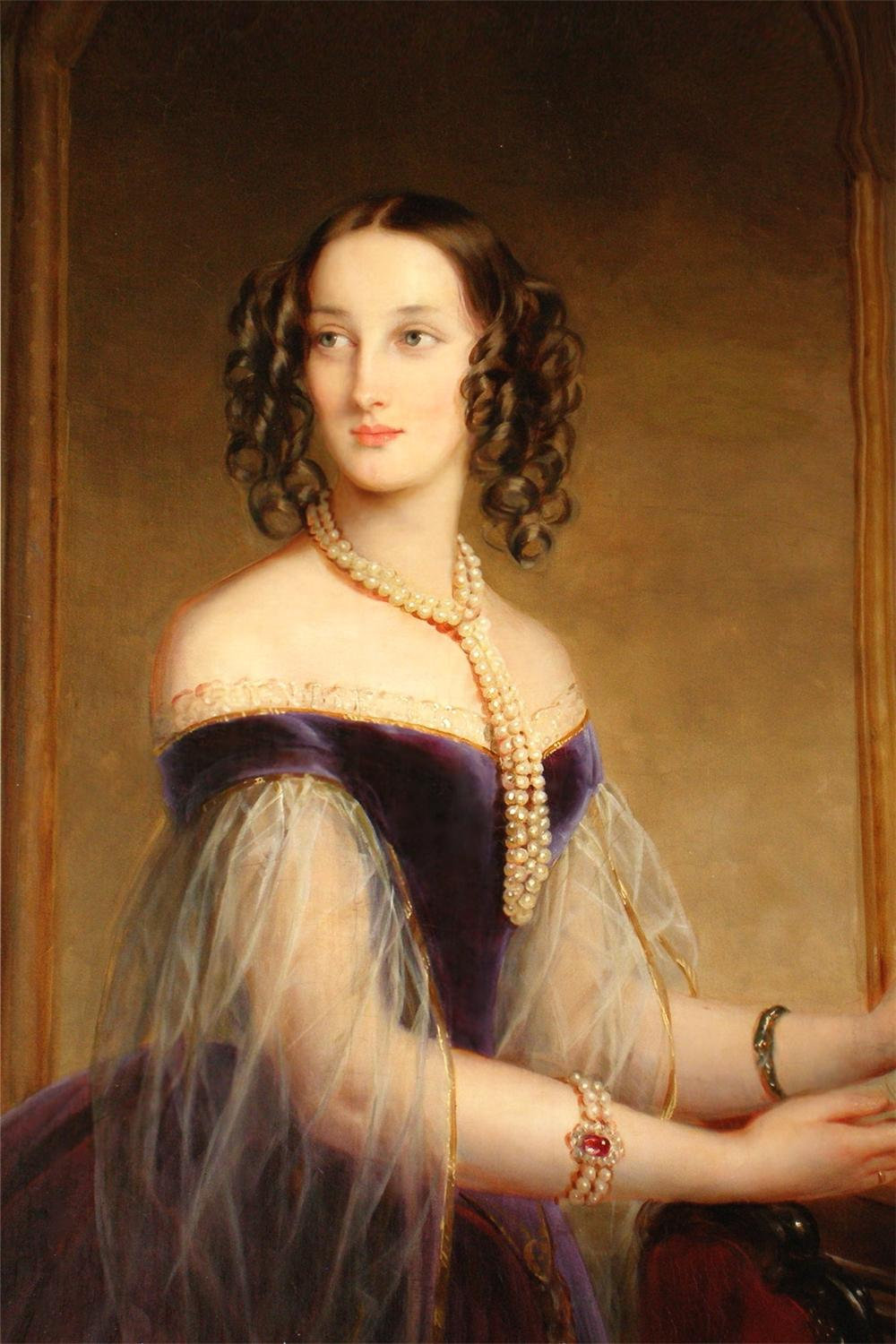
A fiatal Marija Nyikolajevna nagyhercegnő (Christina Robertson)

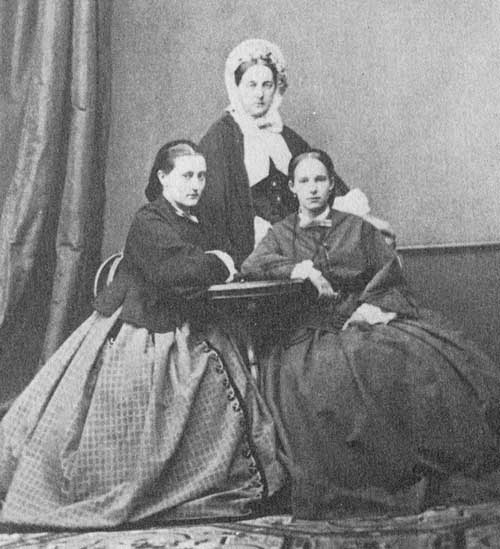
Marija Nyikolajevna nagyhercegnő két leányával

#### Első házassága
A házasítandó korba lépett Marija Nyikolajevna nagyhercegnő csak azzal a feltétellel volt hajlandó férjhez menni, ha nem kell elhagynia a hazáját, és nem kell kikeresztelkednie ortodox hitéből. Alekszandra Fjodorovna cárné aggodalmaskodott a legidősebb leánya számára minden szempontból megfelelő férjjelölt megtalálása miatt; azonban leánytestvérei közül egyedüliként Marija Nyikolajevna végül maga választhatta ki jövendőbelijét. Választása Maximilien de Beauharnais leuchtenbergi hercegre (1817–1852) esett. A herceg Eugène de Beauharnais egyetlen felnőttkort megélő fiúgyermeke és Jozefina francia császárné unokája volt. 1837-ben járt először orosz földön katonai szolgálatot teljesítendő, majd 1838 októberében ismét az orosz udvarba látogatott. A művelt, jó megjelenésű herceg azonnal mély benyomást tett a nagyhercegnőre: „négy nap alatt nagyon is világossá vált, hogy Miksa és Marija egymásnak lettek teremtve.”
Beauharnais Miksa nem számított tökéletes partinak egy nagyhercegnő számára. A herceg apai részről francia köznemesi sorból, anyai ágról a bajor királyi család oldalágából származott, azaz messze nem felelt meg az orosz udvar által elvárt „előkelő királyi vérből” való hitves alakjának – további érv volt származása ellen, hogy a Beauharnais-ok szorosan kötődtek a Bonaparte-házhoz, ami pedig a napóleoni háborúk óta kirívóan népszerűtlen volt az oroszok körében. A herceg római katolikus vallását csak nehezen lehetett összeegyeztetni az orosz ortodox kereszténységgel; illetve édesanyja is tiltakozott fia választása ellen. I. Miklós cár leánya kedvéért mégis beleegyezését adta a frigyhez azzal a kikötéssel, hogy a nagyhercegnő nem élhet külföldön. Minthogy Miksa herceg nem volt uralkodó – a Leuchtenberg 3. hercege titulus pusztán névleges volt –, odaköltözhetett a cári udvarba.
Az esküvői szertartást 1839. július 2-án tartották a Téli Palota nagytemplomában. A menyegzőről Astolphe-Louis-Léonor de Custine márki adott részletes leírást; a márki elismerően emlékezett meg a menyasszony bájosságáról, azonban a vőlegény nem nyerte meg tetszését. A házassággal a herceg megkapta a csak a cári család tagjainak járó „cári fenség” megszólítást és a „Romanovszkij herceg” címet, ilyenformán a herceg és leszármazottjai a cári család oldalágához tartoztak. Beauharnais Miksa leuchtenbergi herceg és Marija Nyikolajevna nagyhercegnő kapcsolatából hét gyermek származott:
- Alekszandra Makszimilanovna (1840. április 9. – 1843. augusztus 12.), kisgyermekként elhalálozott
- Marija Makszimilianovna (1841. október 16. – 1914. február 16.), férje Lajos Vilmos badeni herceg (1829–1897)
- Nyikolaj Makszimilianovics (1843. augusztus 4. – 1891. január 6.), Leuchtenberg 4. hercege; aki 1878-ban Nagyezsda Szergejevna Annenkovát(wd) (1840–1891), Vlagyimir Nyikolajevics Akinfovnak(wd) (1841–1914), Szibéria cári kormányzójának, Alekszandr Mihajlovics Gorcsakov herceg államkancellár unokaöccsének elvált feleségét vette feleségül, morganatikus házasságban, emiatt el kellett hagyniuk Oroszországot, a házasságot már Genfben kötötték meg.
- Jevgenyija Makszimilianovna (1845. április 1. – 1925. május 4.), férje Sándor oldenburgi herceg (1844–1932)
- Jevgenyij Makszimilianovics (1847. február 8. – 1901. augusztus 31.), Leuchtenberg 5. hercege; első felesége Darja Konsztantyinovna Opocsinyina (1845–1870), második felesége Zinaida Dmitrijevna Szkobeleva (1856–1899)
- Szergej Makszimilianovics (1849. december 20. – 1877. október 24.), elesett az orosz–török háborúban
- Georgij Makszimilianovics (1852. február 29. – 1912. május 16.), Leuchtenberg 6. hercege; első felesége Teréz oldenburgi hercegnő (1852–1883), második felesége Anasztázia montenegrói királyi hercegnő (1868–1935).

Marija Nyikolajevna nagyhercegnő férjével és gyermekeivel rövid ideig a Voroncov-palotában, majd a számára építtetett szentpétervári Mariinszkij-palota elkészülte után ott élt. A leuchtenbergi herceg fényes pályafutás előtt állt az orosz tudományos életben: az elektromosság kémiai hatásai mellett a bányászat iránt is érdeklődött, és emellett osztozott felesége művészetek iránti szenvedélyében is. Noha a nagyhercegnőt büszkeséggel töltötték el férje eredményei, a házastársak fokozatosan elhidegültek egymástól. Miksa hercegnek futó kalandjai voltak, a nagyhercegnő pedig Grigorij Alekszandrovics Sztroganovval kezdett tartós viszonyt. Beauharnais Miksa egy bányászati expedíció során tuberkulózist kapott, amelyet sikertelenül próbáltak meg kikúrálni azzal, hogy melegebb éghajlatra utazott. A herceg 1852. november 1-jén elhunyt.

#### Második házassága
A megözvegyült Marija Nyikolajevna nagyhercegnő két évvel később titokban feleségül ment szeretőjéhez, gróf Grigorij Alekszandrovics Sztroganovhoz (1824–1879). Noha a gróf a nagy múltú Sztroganov család sarja volt, a cári család törvényei szerint nem lehetett méltó egy nagyhercegnő kezére, nem lévén uralkodói vérvonal leszármazottja. Marija Nyikolajevna és a gróf ezért egészen I. Miklós cár haláláig titokban tartották házasságukat, és egybekelésükre hivatalosan csak 1856. november 16-án került sor. „Az előző cár kolostorba záratta volna Mását, és száműzte volna a grófot a Kaukázusba,” azonban a liberálisabb szellemű, és a húgához szorosan kötődő II. Sándor inkább úgy tett, mintha nem lett volna tudomása a titokban kötött házasságról. Marija Nyikolajevna kérte a fivérét, hogy ismerje el második házasságát és engedje meg nekik, hogy a cári udvarban maradjanak, a cár ezt azonban nem tette meg. Helyette azt javasolta húgának, hogy éljen a gróffal külföldön, ő pedig továbbra sem fog tudomást venni a morganatikus kapcsolatról. A Sztroganov házaspár így első gyermekük születése után itáliai száműzetésbe vonult, hátrahagyva Oroszországban a nagyhercegnő első házasságából származó gyermekeit. Grigorij Alekszandrovics Sztroganovnak és Marija Nyikolajevna nagyhercegnőnek két gyermeke született, akik a „gróf Sztroganov” címet viselték:
- Grigorij Grigorjevics Sztroganov (1857. május 9. – 1859. február 26.), kisgyermekként elhalálozott
- Jelena Grigorjevna Sztroganova (1861. február 11. – 1908. február 12.), első férje Vlagyimir Alekszejevics Seremetyev, második férje Grigorij Nyikityics Milasevics.

### Kapcsolata a művészetekkel

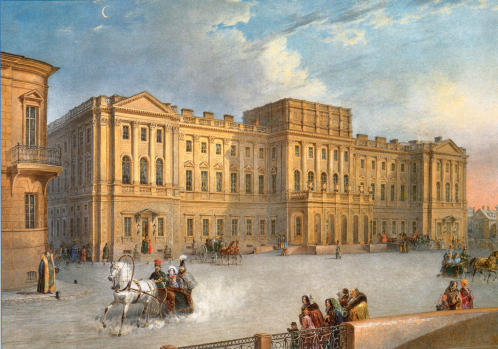
A Mariinszkij-palota (V. Szadovnyikov, 1849)

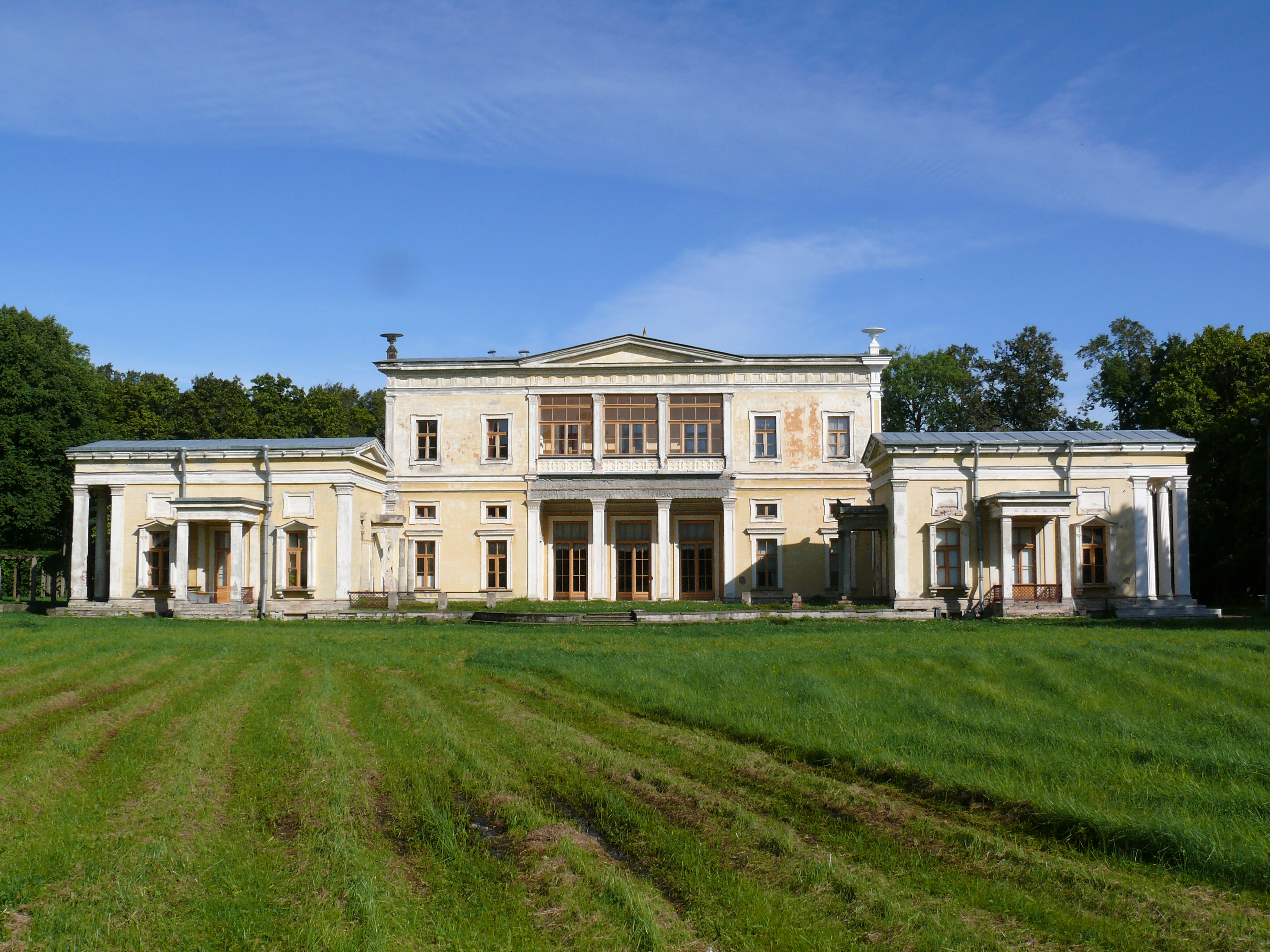
A szergijevkai Leuchtenberg-kastély

Beauharnais Miksa leuchtenbergi herceg és Marija Nyikolajevna házassági ajándéka a cártól egy, a nagyhercegnő számára emelt palota volt. Az épület helyét gondos megfontolással választották: a Mojka folyó partján állt, a Szent Izsák-székesegyházzal szemben, közel a cári lakhelyhez, hogy az uralkodó naponta meglátogathassa legkedvesebb leányát. A palota megtervezését Andrej Ivanovics Stakenschneiderre bízták, építéséhez a cár semmilyen anyagi áldozatot nem sajnált. A nagyhercegnő után „Mariinszkij-palota” névre keresztelt épület 1844-re készült el az utolsó neoklasszicista cári rezidenciaként. A palotát a nagyhercegnő ízlésének megfelelően, az ő útmutatásai alapján rendezték be: festményeket, szobrokat és egyéb műkincseket, olykor családi örökségként kapott darabokat állítottak ki benne; illetve a nagyhercegnő gyakorta szervezett színielőadásokat, koncerteket és bálokat. A szentpétervári palota mellett a házaspár tulajdonában volt még egy szergijevkai birtok, itt 1839–1842 között épült egy kastély a római patrícius villákat utánzó stílusban, szintén Stakenschneider tervei alapján.
A nagyhercegnő és első férje művészetszeretetükről és művészeknek nyújtott bőkezű támogatásaikról váltak ismertté. Szentpétervári palotájuk lett egyre gyarapodó műkincsgyűjteményük fő kiállítási helyszíne. 1843-ban a cár a leuchtenbergi herceget nevezte ki a Művészeti Akadémia elnökévé; a herceg halála után a pozíciót Marija Nyikolajevna nagyhercegnő vette át, és egészen haláláig betöltötte. Ettől fogva még nagyobb lelkesedéssel gyűjtötte a festményeket; hatalmas összegeket költött szenvedélyére, és ez ugyancsak megviselte a nagyhercegnő kincstárát, főleg a takarékoskodási intézkedéseket bevezető II. Sándor trónra lépését követően. A gyűjteményből a nagyhercegnő halála után 1884-ben Nyikolaj Makszimilianovics herceg, majd 1913-ban az Ermitázs szervezett kiállítást.
1862-ben, itáliai száműzetése alatt a nagyhercegnő birtokába került a firenzei Villa Quarto, mely eredetileg Jérôme Bonaparte vesztfáliai király tulajdona volt. A nagyhercegnő tanácsadójaként alkalmazta Karl Liphard festőt és műgyűjtőt, akivel együtt tekintették meg az ország múzeumait, magángyűjteményeit és régiségkereskedőit. A nagyhercegnőt lelkesedéssel töltötte el, hogy megvásárolhatta a villa újrabútorozásához szükséges festményeket, szobrokat és bútorokat.

### Halála és emlékezete
Marija Nyikolajevna nagyhercegnő idősebb korában visszerektől és csontritkulástól szenvedett. Élete vége felé ez utóbbi miatt rokkant lett és kerekesszékbe kényszerült; a Mariinszkij-palota központi lépcsőházát emiatt elbontották, s helyére lejtős folyosókat építettek, hogy a nagyhercegnő zavartalanul közlekedhessék. A nagyhercegnő 1876. február 21-én hunyt el a cári fővárosban, ötvenhat éves korában. A cári család hagyományos temetkezési helyén, a Péter–Pál-székesegyházban temették el.
A nagyhercegnő művészeti gyűjteménye leszármazottjaira szállt. A cári rendszer bukása után, a szovjet idők alatt a gyűjtemény széthullott; ma Moszkvában, Szentpétervárott, Bécsben és az Egyesült Államokban is találhatóak képek a nagyhercegnő kollekciójából. A Mariinszkij-palota egészen 1884-ig volt fiai tulajdonában, amikor is a család a felhalmozódott adósságok fedezésére kénytelen volt megválni tőle. Az építmény ma a Szentpétervári Törvényhozó Gyűlésnek nyújt otthont; míg a szergijevkai nyári rezidencia a Szentpétervári Állami Egyetemhez tartozik.

## Fordítás
- Ez a szócikk részben vagy egészben  a   Grand Duchess Maria Nikolaevna of Russia (1819–1876) című angol Wikipédia-szócikk ezen változatának fordításán alapul.  Az eredeti cikk szerkesztőit annak laptörténete sorolja fel. Ez a jelzés csupán a megfogalmazás eredetét és a szerzői jogokat jelzi, nem szolgál a cikkben szereplő információk forrásmegjelöléseként.